# Ріядус Саліхін
Ріядус Саліхін (араб. رياض الصالحين; в перекладі з арабської — «Сади праведників») — диверсійно-тактична група, сформована в 2001 році Шамілем Басаєвим. У лютому 2003 року група була визнана США, а згодом і ООН, терористичною організацією. Після смерті Басаєва і її кількорічної бездіяльності, Ріядус Саліхін було відновлено Кавказьким еміратом у 2009 році.

## Історія
Організація автономна, невелика (ймовірно, лише від 20 до 50 членів) група була вперше заснована і очолена Шамілем Басаєвим під назвою «Розвідувально-диверсійний батальйон чеченських мучеників імені Ріядус Саліхін» (пізніше також відома як «Ісламська бригада шахідів») у жовтні 1999 року як «спеціальний батальйон для здійснення диверсійних актів» у відповідь на ракетний обстріл росіянами Грозного в 1999 році. 
Басаєв взяв на себе відповідальність за серію нападів терористів-смертників у Чечні та Росії, в тому числі за вибух вантажівки, який зруйнував урядову будівлю Чеченської Республіки в Грозному і забрав життя понад 80 осіб у 2002 році, за вибух вантажівки біля штаб-квартири ФСБ Чечні в Знам'янському, в результаті якого загинуло понад 50 осіб у 2003 році, вибух вантажівки біля російського військового шпиталю в Моздоку, Північна Осетія, в результаті якого того ж року загинуло щонайменше 50 осіб, а також серія вибухів, здійснених терористами-смертниками в рамках операції «Бумеранг», в результаті яких загинуло понад 200 цивільних осіб у Москві та інших регіонах Росії.
Ріядус-Саліхін також взяв на себе відповідальність за участь у захопленні заручників у Москві в 2002 році і Беслані в 2004 році, які разом призвели до загибелі понад 500 заручників. За повідомленнями, у 2005 році група була розпущена Басаєвим під тиском президента Чеченської Республіки Ічкерія шейха Абдул-Халіма Садулаєва, що стало умовою входження Басаєва до офіційного керівництва уряду держави. У будь-якому випадку, після вересня 2004 року вона не проявляла жодної активності протягом більше чотирьох років.
На початку 2009 року лідер загальнокавказьких моджахедів Доку Умаров оголосив про відродження групи під назвою «Бригада мучеників Ріядус Саліхін» (без слова «чеченських», хоча ЗМІ все одно часто називають її саме так), заявивши, що у нього є 20 осіб, повністю готових до «мученицьких операцій». З того часу ця група, що стала набагато більш етнічно диверсифікованою, взяла на себе відповідальність за серію терактів та інших нападів у російських республіках на Північному Кавказі та в інших місцях, включаючи вибух замінованого автомобіля в 2009 році, в результаті якого загинуло щонайменше 25 осіб в управлінні міліції в Назрані, Інгушетія, замах на президента Інгушетії Юнус-Бека Євкурова, а також вбивство десятків міліціонерів в результаті численних дрібніших нападів, скоєних терористами-смертниками в Чечні і Інгушетії, а з початку 2010 року — також і в Дагестані. Організація взяла на себе відповідальність за аварію на Саяно-Шушенській ГЕС у 2009 році, дехто також звинувачує її у вибухах у московському метро у 2010 році.
Останньою операцією, про яку заявляла організація, було вбивство засудженого російського військового злочинця Юрія Буданова в Москві 10 червня 2011 року, проте наступного дня це було спростовано заявами на сайті «Кавказ-Центр», що викликало плутанину щодо первинної заяви.

## Акції, приписувані організації
- 23—26 жовтня 2002 — захоплення заручників у Театральному центрі на Дубровці, Москва.
- 27 грудня 2002 — вибух біля Будинку уряду Чечні в Грозному.
- 5 липня 2003 — вибух на рок-фестивалі «Крила», Москва.
- 1 серпня 2003 — підрив військового госпіталю в Моздоку. У результаті теракту загинуло 52 людини, 82 було поранено.
- 15 вересня 2003 року — вибух біля будівлі Управління ФСБ у Магасі (Інгушетія). Загинули 3 людини, 32 отримали поранення.
- 5 грудня 2003 року — вибух електрички в Єсентуках. Загинуло 47 осіб.
- 9 грудня 2003 року — самопідрив терористки-смертниці біля готелю «Національ», недалеко від Державної думи РФ в Москві. Внаслідок вибуху 6 людей загинули, ще 13 отримали поранення.
- 6 лютого 2004 — вибух у вагоні поїзда між станціями московського метро «Автозаводська» і «Павелецька». Загинула 41 людина, понад 250 — поранено.
- 6 квітня 2004 — замах на президента Інгушетії Мурата Зязікова.
- 24 серпня 2004 — вибухи літаків Ту-154 і Ту-134[8].
- 31 серпня 2004 — вибух біля входу на станцію метро «Ризька» в Москві.
- 1—3 вересня 2004 — захоплення заручників у середній школі № 1 міста Беслан[9]. Загинуло 333 людини (з них 186 — діти до 17 років), поранено понад 700 (з них більше половини — діти).
- 13 серпня 2007 — підрив поїзда «Невський експрес»[10].
- 6 листопада 2008 — підрив терористкою-смертницею маршрутного таксі у Владикавказі.
- 22 червня 2009 — замах на президента Інгушетії Юнус-Бека Євкурова.
- 29 березня 2010 — самопідриви терористок-смертниць на станціях «Луб'янка» і «Парк Культури» в московському метро[11][12].
- 9 вересня 2010 — вибух на Центральному ринку Владикавказа.
- 24 січня 2011 — вибух в аеропорту Домодєдово[13].
- 10 червня 2011 — вбивство військового злочинця Юрія Буданова[14].